# (474029) 2016 GV132
(474029) 2016 GV132 es un asteroide perteneciente al cinturón de asteroides, descubierto el 9 de febrero de 2007 por el equipo del Mount Lemmon Survey desde el Observatorio del Monte Lemmon, Arizona, Estados Unidos.

## Designación y nombre
Designado provisionalmente como 2016 GV13.

## Características orbitales
2016 GV132 está situado a una distancia media del Sol de 2,599 ua, pudiendo alejarse hasta 2,720 ua y acercarse hasta 2,479 ua. Su excentricidad es 0,046 y la inclinación orbital 15,46 grados. Emplea 1531 días en completar una órbita alrededor del Sol.

## Características físicas
La magnitud absoluta de 2016 GV132 es 16,499.